# Lauren Conrad
 (juillet 2011).
Si vous disposez d'ouvrages ou d'articles de référence ou si vous connaissez des sites web de qualité traitant du thème abordé ici, merci de compléter l'article en donnant les références utiles à sa vérifiabilité et en les liant à la section « Notes et références ».
Compléments
Site internet : http://www.laurenconrad.com
Lauren Katherine Conrad, née 1er février 1986 à Laguna Beach, Californie, est une actrice, styliste et écrivaine américaine. Elle est surtout connue pour son rôle de Lauren dans la série télévisée Laguna Beach : The Real Orange County et son spin off Laguna Beach : The Hills.
Elle est l'auteur de six livres, dont le premier a pour titre L.A. Candy. Elle possède deux lignes de vêtements : LC by Lauren Conrad and Paper Crown. Elle tient deux sites internet : The Beauty Department, avec l'aide de sa coiffeuse et sa maquilleuse,,, et LaurenConrad.com où elle prodigue des conseils liés notamment à l'organisation et à la culture personnelle, la beauté, la santé et le style vestimentaire.

## Biographie
Lauren est la fille de Katherine (née Lawrence) et James (Jimmy) Conrad. Elle a une petite sœur Breanna Conrad également actrice née en 1989, et un petit frère Brandon Conrad. 

### Comme actrice
C'est durant son année de terminale au lycée (senior year of high school) que Lauren devient le personnage principal de la télé-réalité Laguna Beach saison 1. Elle continue dans la saison 2, mais Kristin Cavallari devient le personnage central. Cette dernière est citée comme l'ennemie de Lauren Conrad. D'ailleurs, c'est cette rivalité qui les a fait connaître. Le responsable de cette dispute entre elles, est Stephen Colletti, car bien que son amie d'enfance (et amoureuse transie), Kristin Cavallari détestait Lauren Conrad, Stephen a eu une liaison avec cette dernière. Elle continue par Laguna Beach saison 3, où elle ne fait qu'une apparition, dans le 4e épisode. En effet, MTV, qui diffusait "Laguna Beach", lui proposa sa propre télé-réalité, Laguna Beach: The Hills, qui se déroule dans le Centre de Los Angeles. La saison 1 et saison 2 permettent de faire connaître Heidi Montag, Audrina Patridge, Whitney Port, Spencer Pratt, Brody Jenner et Jennifer Bunney. 
Mais, c'est la saison 3 qui leur permettent d'avoir un succès reconnu. En effet, Lauren Conrad, le personnage principal de la télé-réalité, se confronte à Heidi Montag, son ancienne meilleure amie, à cause entre autres de la relation de cette dernière avec Spencer Pratt, qui apparaît comme infidèle, et aussi, à cause d'une rumeur de sextape entre Lauren Conrad et son ex, Jason Whaler, qui aurait été lancée par Spencer Pratt et Heidi Montag, eux-mêmes.
À la suite de cela le clan de Lauren Conrad composé de Lauren Bossworth, Audrina Patridge, Brody Jenner et les principaux concernés Lauren Conrad et Jason Whaler s'oppose à celui du clan de Heidi Montag. Alors, la médiatisation jour après jour se pose la question: « La sex-tape, existe-t-elle ou n'existe-t-elle pas ? ». Alors, que le clan Conrad dément l'existence de cette sex-tape, le clan Montag réfute cela on disant que « Oui! elle a bien existé ». Mais ce qui apparaît surtout dans cela, c'est ce que l'on a qualifié de « Complot pour détruire Lauren », dont les principaux fondateurs sont, selon ce qui a été dit, Spencer Pratt et Heidi Montag. 
Lors de la saison 4, la roue semble avoir tourné, car il y aurait des tensions entre Lauren Conrad et Audrina Patridge, à cause d'une éventuelle jalousie entre les deux célébrités mais aussi à cause de la meilleure amie d'enfance de Lauren Conrad, Lauren Bossworth, dernièrement, à cause d'une rumeur qui met en cause Lauren Conrad et Justin, le petit ami d'Audrina. Cela endommage sérieusement la réputation de Lauren.
Maintenant, la télé-réalité « Laguna Beach: The Hills » est rendu à sa saison 5, saison dans laquelle Lauren Conrad a fait ses adieux pour se consacrer à sa vie personnelle. De plus, c'est dans la seconde partie de cette saison que Kristin Cavallari fait son entrée. Elle prendra alors la place de Lauren Conrad. Elle est maintenant la nouvelle voix de cette émission.

### Comme styliste
Néanmoins, elle reste l'une des préférée des télé-spectateurs ou encore des célébrités, entre autres de la mode. On l'a même désignée comme la nouvelle Anna Wintour, rédactrice-en-chef de Vogue US, ayant une forte influence dans le monde de la mode. Elle a également été désignée « Designer de l'année », grâce à ses cours au Fashion Institut of Design & Merchandising et aussi pour son stylisme, qui est toujours soigné, naturel, simple et élégant.

### Comme écrivain
En 2009, elle publie son livre intitulé L.A. Candy. L'histoire se tourne autour de Jane Roberts, une jeune fille de 19 ans, qui vient de déménager à Hollywood, où elle découvre le mode de vie des célébrités en participant à une émission de télé-réalité, ce qui est arrivé à Conrad dans la vraie vie. Quelques jours après, Summit Entertainment (ceux qui ont produit la saga Twilight), ont décidé d'adapter son livre au cinéma. C'est Lauren elle-même qui a contacté l'équipe de production, et se montre comme productrice exécutive. Son second roman sort le 16 février 2010 et est intitulé Sweet Little Lies. Le dernier roman de la trilogie, Sugar and Spice sort le 5 octobre 2010, accompagné d'un livre de mode intitulé Style où elle présente ses gouts en matière de mode, nous décrit ses coiffures et ses looks de tous les jours. Elle a aussi écrit un livre sur le maquillage et la beauté nommé "Beauty" et le 16 octobre 2012,elle sort le livre "Startruck". Son dernier livre "Infamous" est sorti le 11 juin 2013.

## Vie privée
De mai 2004 à juillet 2005, elle fréquente Stephen Colletti.
D'aout 2005 à aout 2006, elle sort avec son partenaire de Laguna Beach Jason Wahler.
En juillet 2008, elle est en couple avec l'acteur Kyle Howard. Ils se séparent en juin 2011, après presque 3 ans de relation.
En février 2012, elle commence à fréquenter le musicien William Tell (en), ex membre du groupe de rock Something Corporate. Le couple se marie le 13 septembre 2014 à Santa Ynez, en Californie.
Le 1er janvier 2017, elle a annoncé être enceinte de son premier enfant via son compte Instagram en publiant une photo de son échographie.
Le 5 juillet 2017, elle met au monde un garçon prénommé Liam James Tell.
Le 8 octobre 2019, elle met au monde un deuxième garçon prénommé Charlie Wolf Tell.

## Filmographie

### Télévision
- 2006 et 2009 : Les Griffin (Family Guy) (série TV) : Lauren Conrad (voix)
- 2008 : Late Show with David Letterman (série TV) : Lauren

### Styliste
| Année | Collection           | Notes                                                     |
| ----- | -------------------- | --------------------------------------------------------- |
| 2007  | "Winter 2007"        |                                                           |
| 2008  | "Spring 2008"        |                                                           |
| 2008  | "City of angels"     |                                                           |
| 2008  | "Bella"              | inspiration du nom d’un restaurant branché de Los Angeles |
| 2008  | "Les deux"           | inspiration du nom d’un night club branché de Los Angeles |
| 2008  | "Summer 2008"        |                                                           |
| 2008  | "Beach Butterfly"    |                                                           |
| 2008  | "Summer in the city" |                                                           |

### Romans
| Année | Titre       | Synopsis | Notes |
| ----- | ----------- | --- | ----- |
| 2009  | "L.A Candy" | Jane Roberts, jeune fille de 19 ans, vient tout juste de déménager à Hollywood et découvre le mode de vie des célébrités en participant à une émission de télé-réalité. |       |

## Récompenses
- 2006 : Teen Choice Awards de la meilleure personnalité féminine de télé-réalité.
- 2007 : Teen Choice Awards de la meilleure personnalité féminine de télé-réalité.
- 2008 : Déclarée « Designer de l'année par un magazine américain »
- 2008 : Teen Choice Awards de la meilleure personnalité féminine de télé-réalité.
- 2009 : Teen Choice Awards de la meilleure personnalité féminine de télé-réalité.